# Juche
Juche (ili Chuch'e) je službena politička ideologija Sjeverne Koreje. Osmislio ju je Jang-yop Hwang, kasniji prebjeg u Južnu Koreju, ali se ideja kasnije pripisivala Il-sungu Kimu.

## Ideja Juchea
Načela Juchea nalažu da je samo korejski narod vladar Koreje te da je potrebna snažna vojska za zaštitu Sjeverne Koreje. Politika "vojske na prvom mjestu" je kasnije usavršena politikom songuna. No najvažnije načelo je načelo samodostatnosti (autarkije), koje je dovedeno do apsurda jer se i u vremenima velike nestašice ograničavala trgovina čak i sa savezničkim zemljama, što je dovodilo do gladi (na primjer 1990-ih).
Prema riječima Il-Sunga Kima, Juche je baziran na vjerovanju da je "čovjek gospodar svega i odlučuje o svemu".
Još jedna posebnost Juchea je kombinacija korejskog nacionalizma, konzervativizma i komunizma.

## Povijest
Službena sjevernokorejska povjesnica kaže kako je Juche prvi put spomenuo Kim Il-Sung u govoru 1930. godine, no to se čini malo vjerojatno jer je on u to vrijeme bio tek osamnaestogodišnjak bez većeg utjecaja na politiku.
Prvo poznato spominjanje Juchea bilo je u govoru Il-Sunga Kima 28. prosinca 1955. godine.
Juche je 1972. godine zamijenio marksizam kao službenu ideologiju DNRK, iako je novi ustav spominjao marksizam, maoizam, lenjinizam, staljinizam i još neke komunističke pokrete kao djelomične izvore za novu ideologiju.
2009. godine, riječ komunizam izbačena je iz sjevernokorejskog Ustava te su iz javnog života uklonjene i sve referencije na komunizam, tako da je prosječnom Korejcu nedostupna komunistička literatura, uključujući klasike komunizma poput "Kapitala" Karla Marxa.
Jedan od razloga za praktičkim zabranjivanjem komunizma je i komunistička ideja internacionalizma koja je u suprotnosti s korejskim nacionalizmom, koji promovira Juche. Još jedna razlika je i odnos prema proletarijatu koji u izvornom komunizmu ima revolucionarnu ulogu, dok je u Jucheu ta uloga dodijeljena vojsci.